# Język nowo-wysoko-niemiecki
Język nowo-wysoko-niemiecki (niem. neuhochdeutsch, neuhochdeutsche Sprache, Neuhochdeutsch) – okres w historii języka niemieckiego od roku 1650 do czasów współczesnych Można wyróżnić następujące fazy: starszy język nowo-wysoko-niemiecki (1650 – 1800), nowszy język nowo-wysoko-niemiecki (1800 – 1950), okres języka współczesnego (Gegenwartsdeutsch). Poprzedni okres: język wczesno-nowo-wysoko-niemiecki. Inna periodyzacja: 1660 – 1770: barok i oświecenie, 1770 – 1830: klasyka i romantyzm, 1830 –1920: kultura mieszczańska i realizm, od 1920 do współczesności.

## Starszy język nowo-wysoko-niemiecki (1650-1800)
W pierwszym okresie (do roku 1800) języka nowo-wysoko-niemieckiego (nwn) następują lub utrwalają się pewne zmiany w zakresie gramatyki i słownictwa języka niemieckiego. Większość z nich była kontynuowana w kolejnych okresach.

### Innowacje gramatyczne
- odmiana rzeczowników: wprowadzenie w gramatykach normatywnych XVIII wieku końcówki -e dla rzeczowników rodzaju męskiego i nijakiego w liczbie mnogiej oraz końcówki – (e)n dla rzeczowników żeńskich[4];
- synkopa nieakcentowanego -e- w 2. osobie liczby pojedynczej czasowników, np. zamiast du gehest > du gehst;
- zmniejszenie się zasobu czasowników mocnych na rzecz odmiany słabej (w obecnej niemczyźnie 95% czasowników należy do odmiany słabej)[5];
- tworzenie formy imiesłowu czasu przeszłego za pomocą ge-, np. gefunden zamiast funden;
- Konjunktiv Präteritum traci swoje znaczenie temporalne na rzecz znaczenia modalnego, por. er nähme;
- coraz częstsze używanie formy opisowej trybu przypuszczającego (konjunktivu), np. er würde kommen;
- utrwalenie się użycia form analitycznych dla czasów Perfekt, Plusquamperfekt, Futur I, Futur II[6];
- zastępowanie bezpodmiotowych zdań typu mir träumt przez formy typu ich träume;
- tendencja do zastępowania form dopełniaczowych przez formy analityczne przyimkowe, np. sich des Unfalls erinnern > sich an den Unfall erinnern;
- utrwaliła się finalna forma orzeczenia w zdaniach podrzędnych;
- w tekstach pisanych XVIII wieku tendencja do używania rozbudowanych przydawek rozszerzonych;
- utrwala się stosowanie pełnej ramy zdaniowej (z kolei w następnym okresie 1800-1950) nastąpi tendencja do nieprzestrzegania zasady klamry zdaniowej)[7].

### Słownictwo
Zapożyczenia z języka francuskiego (XVII – XVIII w.), m.in.: (handel) Fabrik, Saison, Bankier, (architektura) Balkon, Mansarde, Palais, (ubiór) Krawatte, Frisur, Garderobe, (kulinaria) Bouillon, Kotelett, Konfitüre, (życie towarzyskie) elegant, Promenade, Rendez vous, (nazwy pokrewieństwa) Cousin, Onkel, Tante, (słownictwo wojskowe) Bravour, Front, Eskorte.
Zapożyczenia z języka angielskiego (w związku z licznymi przekładami utworów literatury angielskiej), np.: Ballade, Klub, Export, Parlament, Meeting, Song
Już w XVII wieku zaczęły powstawać stowarzyszenia językowe stawiające sobie za cel dbanie o „czystość językową”, w tym unikanie wyrazów obcych i  dialektalnych. Działalność purystyczna była uważana za akt patriotyczny, równoznaczny z podniesieniem obyczajowości i rozwojem kultury.  

## Nowszy język nowo-wysoko-niemiecki (1800-1950)
Nastąpiła stabilizacja języka standardowego. Na całym niemieckim obszarze językowym zostały przyjęte w XIX wieku normy języka pisanego ustanowione przez Gottscheda i Adelunga. W wyniku rozwoju szkolnictwa coraz więcej ludzi opanowało umiejętność czytania i pisania. Do rozpowszechnienia języka pisanego przyczynił się rozwój gazet i czasopism, zwłaszcza w drugiej połowie XIX wieku. Poziom i znaczenie europejskie osiągnęła literatura niemiecka, która wywarła wpływ na rozpowszechnienie języka literackiego. 

## Ustalanie normy językowej
W okresie nowo-wysoko-niemieckim (nwn) dzięki działalności gramatyków (m.in. Schottelius, Bödiker, Gottsched) i leksykografów (m.in. Adelung, bracia Grimm, Sanders) oraz twórczości pisarzy (m.in. Goethe, Schiller) nastąpiło unormowanie niemieckiego języka pisanego. Działalność purystów niemieckich (m.in. Campe), w tym stowarzyszeń językowych (por. Towarzystwo Owocodajne, Powszechne Niemieckie Stowarzyszenie Językowe) miała wpływ na kształt słownictwa niemieckiego. Uregulowanie pisowni (por. Konrad Duden) i wymowy (por. Theodor Siebs) nastąpiło dopiero pod koniec XIX wieku.